# Марк Клавдий Фронтон
Марк Клавдий Фронтон (лат. Marcus Claudius Fronto) — римский государственный деятель второй половины II века.
Происходил из рода Клавдиев Фронтонов из провинции Азия. Его карьера известна из двух надписей. Карьеру свою Фронтон начал в правление императора Антонина Пия. Он занимал должности квестора, курульного эдила и претора. С 161 по 165 год Фронтон был одним из военачальников под командованием императора Луция Вера во время войны с Парфией. В то же время вместе с другими сенаторами он отвечал за формирование и подготовку II и III Италийских легионов. В октябре 166 года во время триумфа по случаю завершения Парфянской войны получил военную награду (лат. dona militaria). Тогда же назначается куратором по строительству общественных зданий в Риме, а затем — консулом-суффектом.
В 168 году, во время Маркоманской войны, Фронтон в качестве комита сопровождал императора Луция Вера. В том же году получает должность императорского легата пропретора провинции Верхняя Мёзия. В 168 году, ещё до смерти Луция Вера, его полномочия расширяются также и на Дакию Апулейскую. В 169 году, после смерти Луция Вера,Фронтон становится наместником всех трех провинций Дакии, сохранив при этом за собой управление над провинцией Верхняя Мёзия. Погиб Фронтон в сражении с германцами и языгами в 170 году. В его честь на Форуме Траяна и в городе Сармизегетуза были установлены статуи.